# DM1 (航空機)
アカフリーク・ダルムシュタット
/アカフリーク・ミュンヘン DM1
戦争終結後のミュンヘン・プリーン飛行場でのDM1
- 用途：実験機
- 分類：グライダー
- 設計者：アレクサンダー・リピッシュ
- 製造者：アカフリーク・ダルムシュタット&アカフリーク・ミュンヘン
- 生産数：1機

アカフリーク・ダルムシュタット/アカフリーク・ミュンヘン DM1（Akaflieg Darmstadt/Akaflieg München DM1）は、1944年からドイツで設計/製造されたグライダーの実験機である。

## 開発
DMシリーズはダルムシュタットとミュンヘンのアカフリークによる共同研究事業であった。計画進行中は全ての限界は横に置かれ、70m2 (753.5 sq.ft.)の翼面積と計画速度が10,000キロメートル毎時 (6,200 mph)に達するというDM4のような現在でも不可能であろうと思われるものも真剣に検討された。
第二次世界大戦中にアレクサンダー・リピッシュ博士は、ラムジェットエンジンを動力とした局地防衛戦闘機であるリピッシュ P.13aを提案した。このデルタ翼戦闘機の低速度域の操縦性と空力特性を調査するためにリピッシュは、アカフリーク・ダルムシュタットに実寸大の飛行可能なグライダーの製作を依頼し、これがダルムシュタット D-33となった。1944年9月にアカフリーク・ダルムシュタットの作業場が爆撃を受けるとD-33計画は、プリーン・アム・キームゼーにあるアカフリーク・ミュンヘンの作業場へと移された。プリーンではダルムシュタットから来たヴォルフガング・ハイネマン（Wolfgang Heinemann）とハンス・ツァッヒャー（Hans Zacher）が、ミュンヘンのクラウス・メッツナー（Klaus Metzner）とヘルマン・ネニンガー（Hermann Nenninger）と共にD-33をアカフリーク・ダルムシュタット/アカフリーク・ミュンヘン DM1として完成させた。
ウィーン近郊の（Spitzerberg）で1944年5月に始まった本機の滑空試験の様子を映したフィルムが残されている。
DM1は、鋼管、合板、ベークライト含浸合板を用いて、コックピットを三角形の主翼と垂直尾翼が交わる機首の先端に置いた単座のグライダーとして製作された。DM1は母機に背負われるか、曳航された状態から射出された。
1945年5月にアメリカ軍に鹵獲されるとDM1に関する作業はアメリカ合衆国軍部のために続けられ、パットン将軍やチャールズ・リンドバーグがこの計画を見学するためにプリーンを訪れた。同年11月初めにこれが完了すると、DM1は木製の箱に詰められてバージニア州のラングレー飛行場へ送り出された。そこではNACA（現在のNASA）により実物大風洞の中でDM1の空力特性の試験が実施された。
ラングレーでDM1は大幅に改造が加えられた。オリジナルの設計では非常に厚みのある翼型断面を使用しており、特に機首から機体全長に渡り、コックピット部も形成する垂直尾翼はそうであった。高速飛行では厚みのある翼型断面は非常に高い抗力を生み出すことが知られており、DM1でこれは実証された。抗力を低減することに注力して改造は進められ、最初の変更の一つは大きな垂直尾翼を取り外してはるかに小さな垂直尾翼を通常の配置で取り付け、これに加えてロッキード P-80 シューティングスター機から通常のキャノピーを流用してきた。更なる改造は主翼の前縁に鋭角の延長部を取り付けたことで、これは主翼上に断続的に発生する非常に大きな乱流という副産物を生み出した。この効果の重要性は1950年代には完全に理解はされなかった。

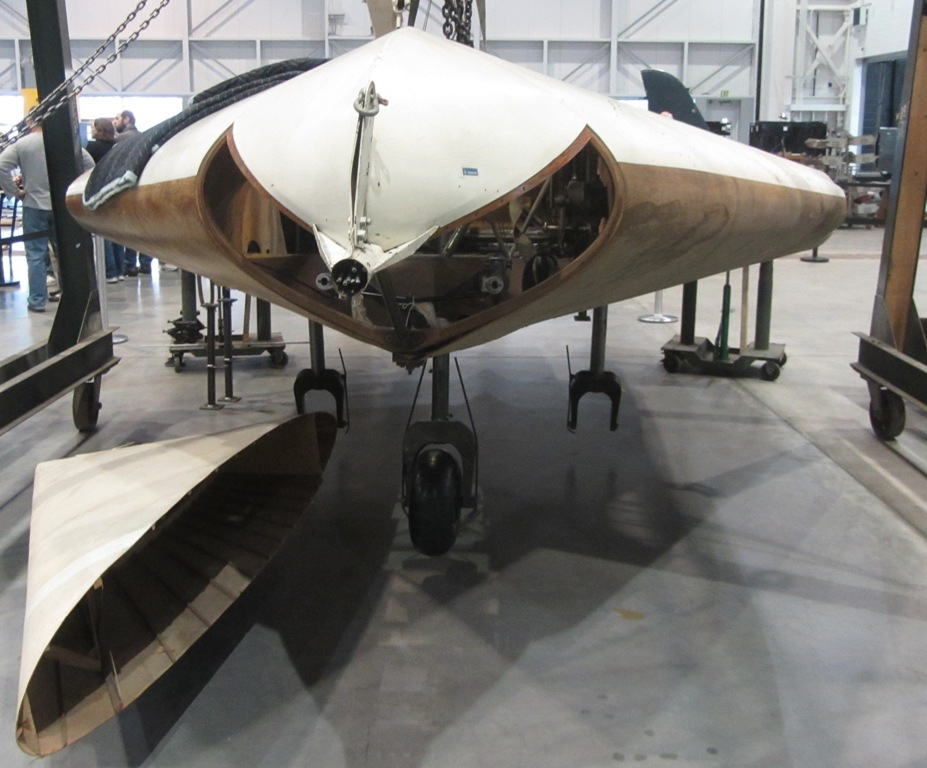
スミソニアン博物館で修復中のDM1

DM1は、XP-92、XF-92A、XFY、F2Y、F-102、F-106といったコンベア社のデルタ翼戦闘機の設計に影響を与えた。試験が完了するとDM1は退役し、ワシントンD.C.のスミソニアン博物館 国立航空宇宙博物館のポール・E・ガーバー保管/修復施設に収蔵された。

## ギャラリー

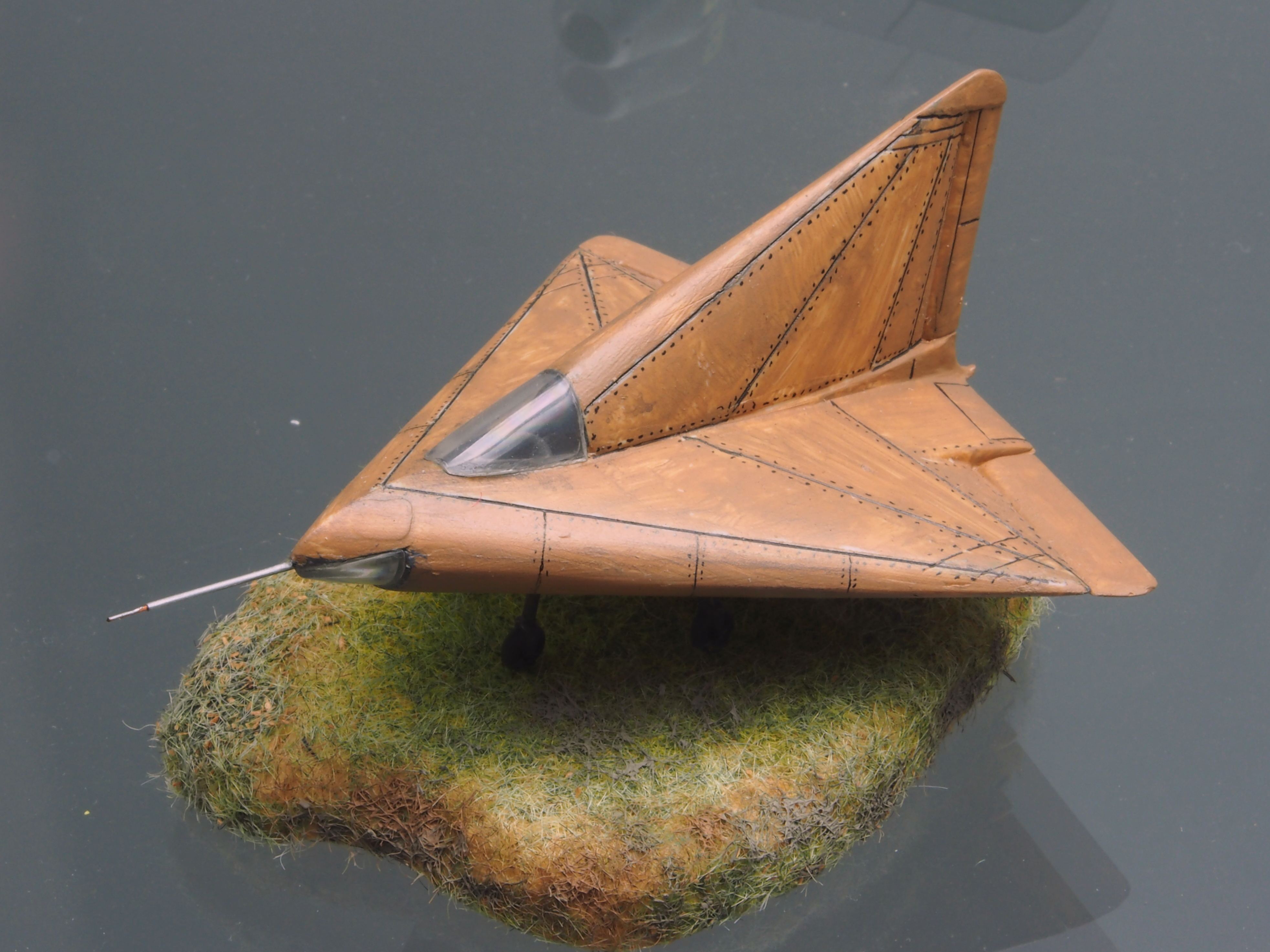
DM1の模型
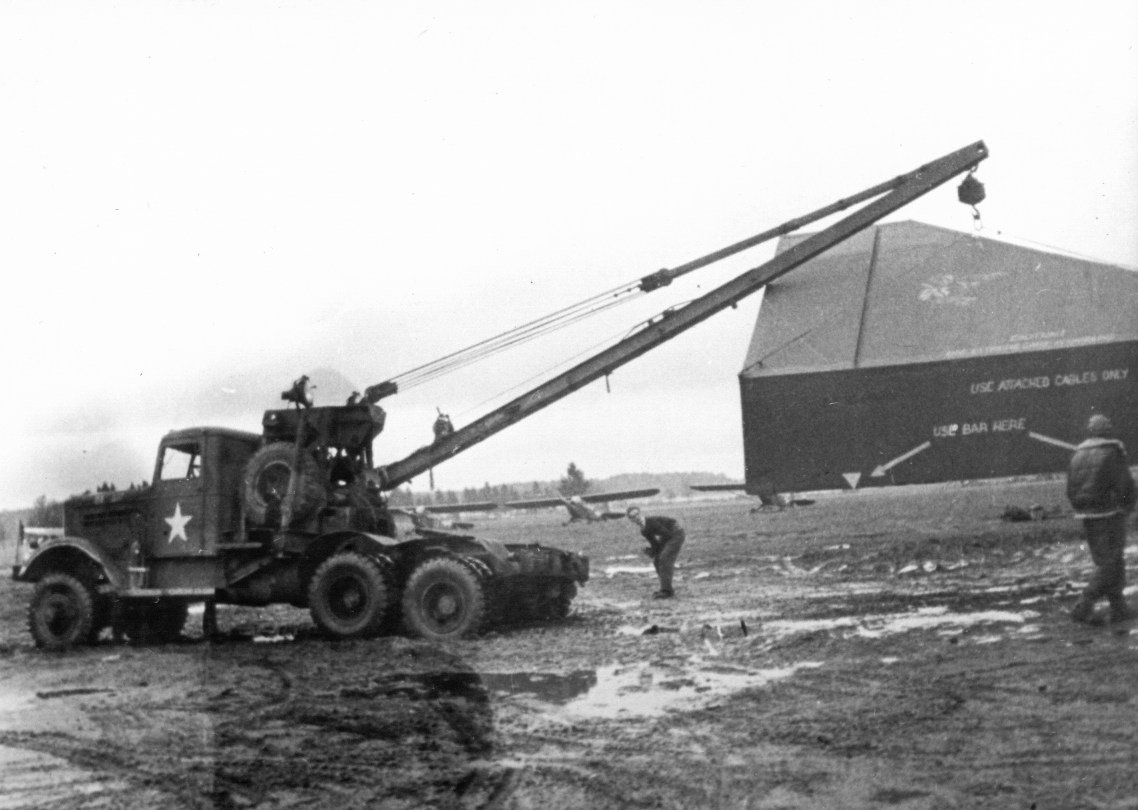
アメリカへの輸送のために梱包されたDM1
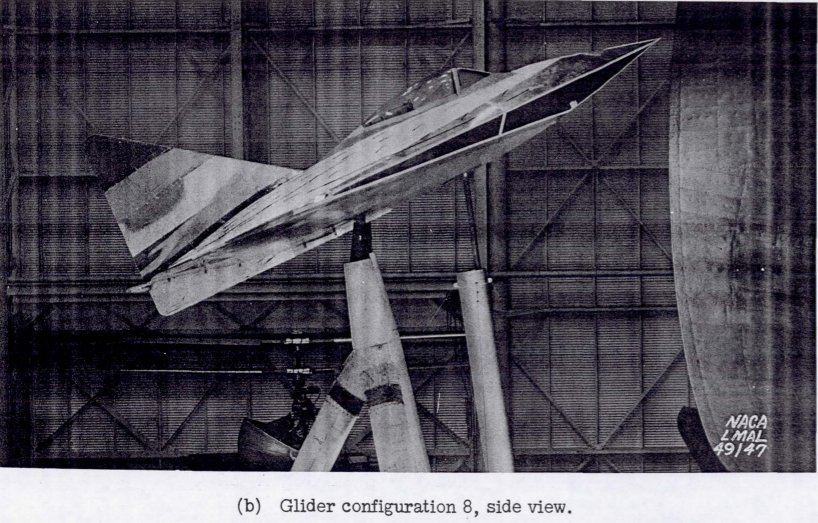
NACAの施設で風洞試験にかけられる前縁が鋭くされ、ロッキード P-80から流用されたキャノピーを備えるDM1の改良型
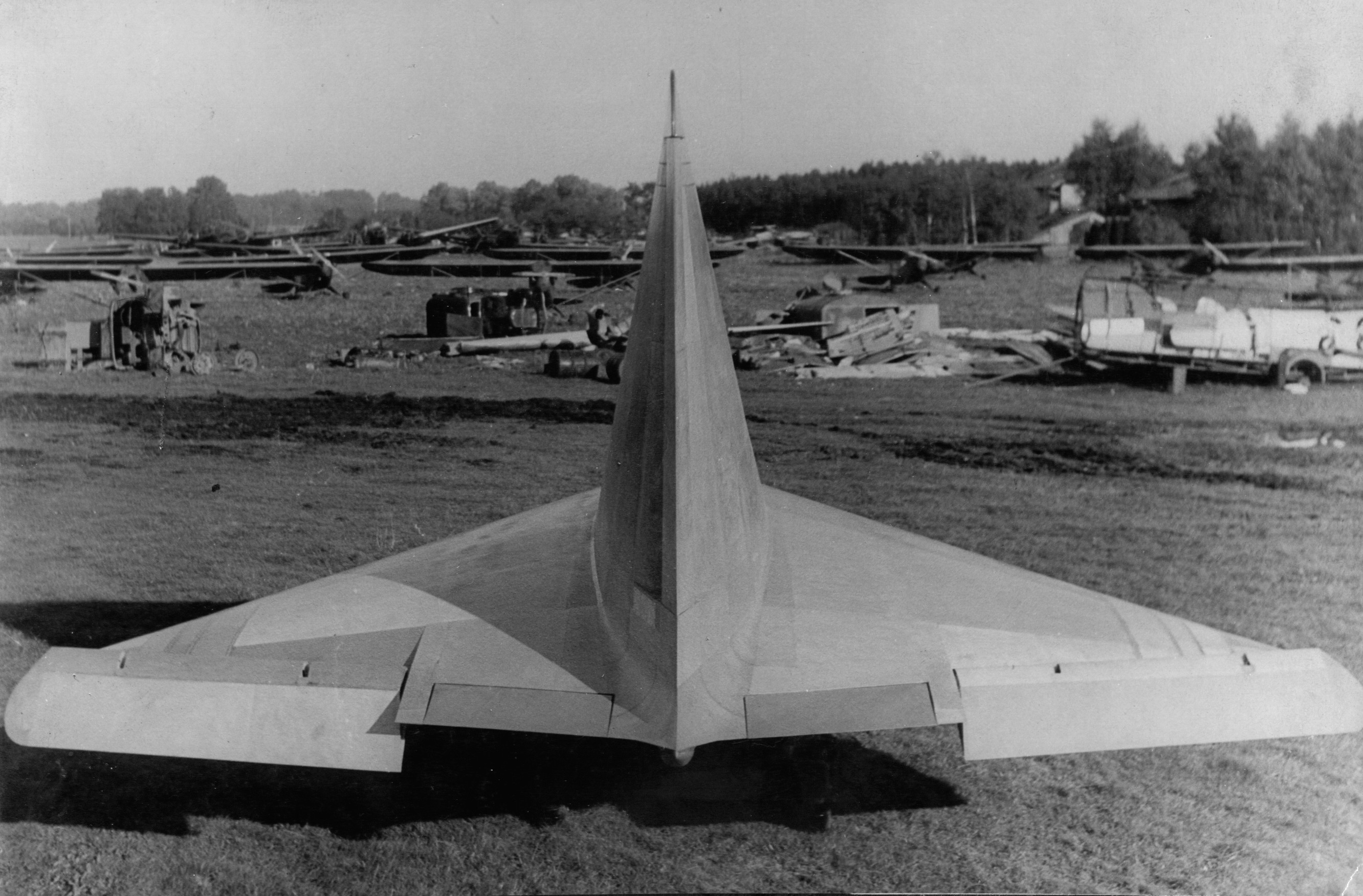
アメリカのNACAへ送られるのを待つDM1の背面

## 要目 (DM1)
出典: DM1 bis DM4
諸元
- 乗員: 1
- 全長: 6.32 m （20 ft 8 in）
- 全高: 3.25 m （10 ft 8 in）
- 翼幅: 6 m（19 ft 8 in）
- 翼面積: 約19 m2 （204 ft2）
- 空虚重量: 375 kg （827 lb）
- 運用時重量: 460 kg （1,014 lb）

性能